# Plataforma de gelo Ross

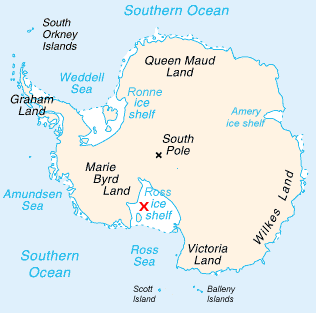
Mapa da Antártida com a plataforma de gelo Ross marcada com um X vermelho.

A plataforma de gelo Ross (ou plataforma de Ross) é uma plataforma de gelo situada na Antártida. É a maior do mundo, tendo cerca de 487 mil km² de superfície, o que equivale em extensão ao território da França. A maior parte da plataforma localiza-se na Dependência de Ross, um território da Antártida reivindicado pela Nova Zelândia.
A plataforma deve o seu nome a James Clark Ross, que a descobriu a 28 de janeiro de 1841.
Perfurações levadas a cabo na plataforma de Ross mostraram que a camada de gelo desapareceu e reapareceu diversas vezes nos últimos dez milhões de anos, muitas vezes acompanhando ciclos de Milankovitch. Apesar de a plataforma ter centenas de metros de espessura, o seu colapso pode ser rápido, como aconteceu com a plataforma Larsen em 2002.

## Exploração
Em 5 de janeiro de 1841, a expedição Ross do Almirantado Britânico no Erebus e o Terror, navios de três mastros com cascos de madeira especialmente reforçados, estava atravessando o bloco de gelo do Pacífico perto da Antártida em uma tentativa de determinar a posição do Polo Sul Magnético. Quatro dias depois, eles encontraram o caminho em águas abertas e esperavam ter uma passagem clara para seu destino. Mas, em 11 de janeiro, os homens se depararam com uma enorme massa de gelo.
Sir James Clark Ross, comandante da expedição, comentou: "Foi uma obstrução de tal caráter que não deixou nenhuma dúvida em minha mente quanto aos nossos procedimentos futuros, pois poderíamos, com igual chance de sucesso, tentar navegar pelos penhascos de Dover". Ross, que em 1831 havia localizado o Polo Norte Magnético, passou os dois anos seguintes procurando em vão uma passagem marítima para o Polo Sul; Mais tarde, seu nome foi dado à plataforma de gelo e ao mar ao seu redor. Dois vulcões na região foram nomeados por Ross para suas embarcações.

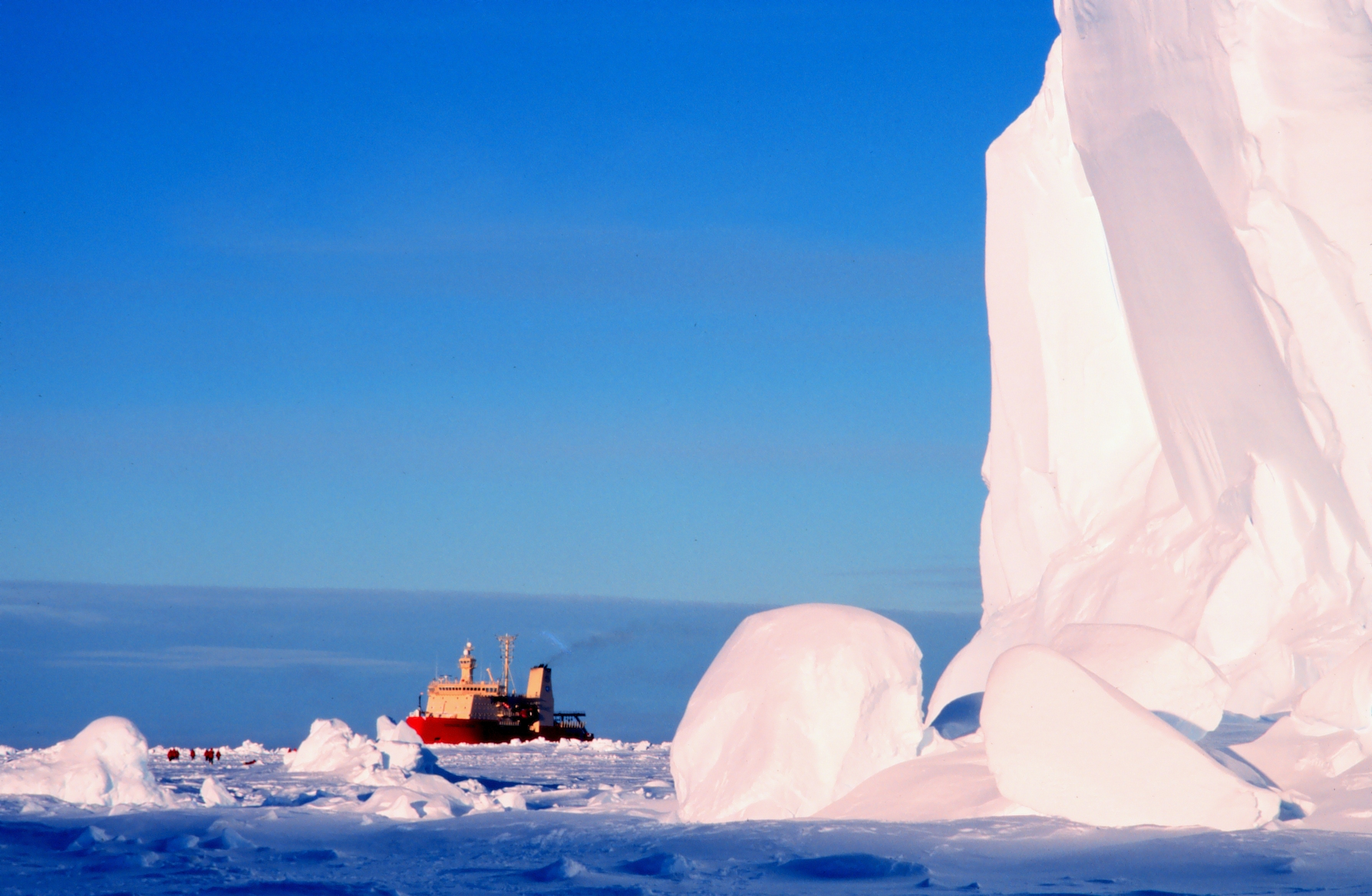
"A mística Barreira" na Baía das Baleias, perto de onde Amundsen a encontrou pela primeira vez.Observe os humanos para comparação de tamanho (manchas escuras ao lado do grande pedaço de gelo marinho na borda esquerda da imagem). RV Nathaniel B. Palmer está à distância.

Para os exploradores antárticos posteriores que buscavam chegar ao Polo Sul, a plataforma de gelo Ross tornou-se uma área de partida. Em uma primeira exploração da área pela Expedição Discovery em 1901-1904, Robert Falcon Scott fez um estudo significativo da plataforma e seus arredores a partir da base de sua expedição na Ilha Ross. Pela medição de icebergs bezerros e sua flutuabilidade, ele estimou que a camada de gelo tinha em média 274 metros de espessura; a morfologia não perturbada da camada de gelo e seu perfil de temperatura invertido levaram-no a concluir que estava flutuando sobre a água; e medições em 1902-1903 mostraram que ele havia avançado 555 metros para o norte em 13,5 meses.  Os resultados foram apresentados em uma palestra intitulada "Universitas Antarctica!" dada em 7 de junho de 1911 e foram publicados no relato da segunda expedição de Scott (a Expedição Terra Nova de 1910-1913).
O grupo sulista de Ernest Shackleton (Shackleton, Adams, Marshal, Wild) da expedição Nimrod de 1908 foram os primeiros humanos a cruzar a plataforma de gelo durante sua tentativa fracassada de chegar ao Polo Sul. Tanto Roald Amundsen quanto Scott cruzaram a prateleira para chegar ao Polo em 1911. Amundsen escreveu: "Ao longo de sua borda externa, a Barreira mostra uma superfície uniforme e plana; Mas aqui, dentro da baía, as condições eram completamente diferentes. Mesmo do convés do Fram pudemos observar grandes perturbações da superfície em todas as direções; enormes cristas com cavidades entre elas se estendiam por todos os lados. A maior elevação ficava ao sul, na forma de uma crista elevada e arqueada, que considerávamos ter cerca de 500 pés [150 m] de altura no horizonte. Mas pode-se supor que essa crista continuou a subir além do alcance da visão".
No dia seguinte, o partido deu seus primeiros passos na Barreira. "Depois de meia hora de marcha, já estávamos no primeiro ponto importante, a ligação entre o gelo marinho e a Barreira. Essa conexão sempre assombrou nossos cérebros. Como seria? Uma face alta e perpendicular de gelo, para cima da qual deveríamos ter que transportar nossas coisas laboriosamente com a ajuda de tackles? Ou uma grande e perigosa fissura, que não deveríamos ser capazes de atravessar sem percorrer um longo caminho? Esperávamos, naturalmente, algo do género. Esse monstro poderoso e terrível ofereceria, é claro, resistência de uma forma ou de outra", escreveu.
"A barreira mística! Todos os relatos, sem exceção, desde os dias de Ross até os dias atuais, falavam dessa notável formação natural com apreensivo. Era como se se pudesse ler sempre nas entrelinhas a mesma frase: "Hush, fique quieto! a mística Barreira!'
"Um, dois, três e um pequeno salto, e a Barreira foi superada!"